# 碑记乡
碑记乡原为湖南省资兴市所辖乡，2012年4月撤销。撤销前的碑记乡共计10行政村（含1民族村）、1社区，撤销后，原所辖的石拱、太坪、碑记（含碑记社区）、高桥、源塘、松木、龙竹7个行政村划归三都镇管辖；茶坪瑶族村划归唐洞街道管辖；茶田、岗岭2个行政村成建制划归兴宁镇管辖。

## 历史沿革
相传昔日此地常刻石碑纪事而得名。1949年以前称“半都”，属郴县管辖，曾称“永丰乡”、“永数乡”、“永康乡”。1952年划归资兴管辖，1956年撤区并乡后设立碑记乡。1958年与旧市、厚玉、城关镇合并成东风公社，1961年析置碑记公社，1984年改名碑记乡。2010年辖茶田、碑记、茶坪、石拱、高桥、源塘、龙竹、太坪、干岭、松木10个行政村和碑记社区；乡政府驻康家坪；2012年撤销前行政区划代码431081206。